# Neumannsgrund
Neumannsgrund ist ein Ortsteil von Neuhaus am Rennweg im Landkreis Sonneberg in Thüringen.

## Lage
Neumannsgrund ist ein Weiler, der im Thüringer Schiefergebirge an der Grümpen liegt. Die Landesstraße 1112 von Schalkau nach Katzhütte quert den Ort.

## Geschichte

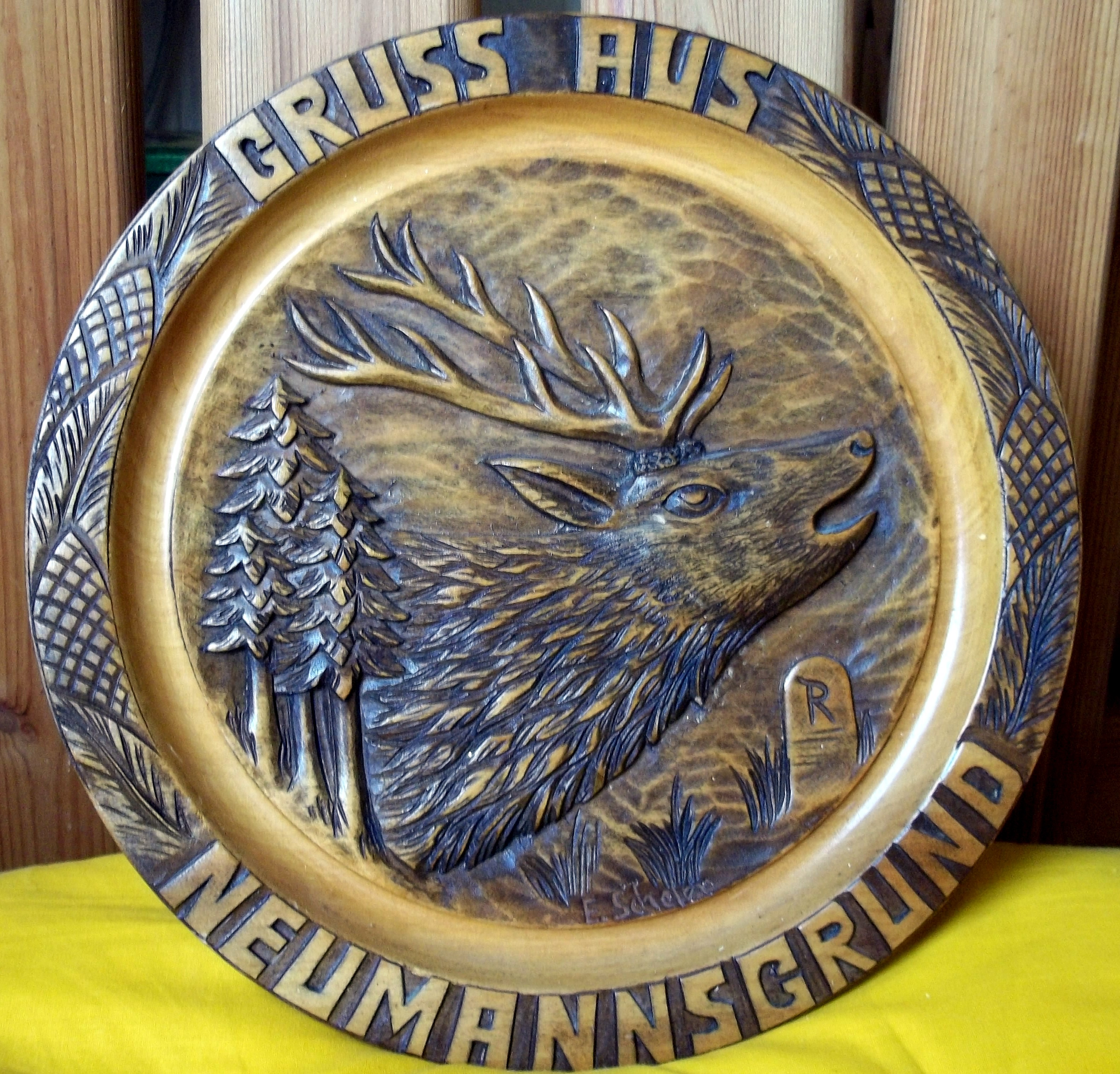
Schnitzkunst aus Neumannsgrund (geschaffen von E. Scheler)

Der Weiler mit 25 Bewohnern (Stand: 2012) wurde erstmals urkundlich 1781 erwähnt. Ab dem 18. Jahrhundert entstanden an dem Ort mehrere Mühlenanlagen. Der Mühlengrund wurde im 19. Jahrhundert nach einem Mühleneigentümer Neumannsgrund benannt. Eine große Rolle spielte in dem oberen Grümpental im 16. Jahrhundert der Goldbergbau. Der Ort gehörte seit Mitte des 19. Jahrhunderts zu Steinheid, etwa einen Kilometer nordöstlich liegend. Als Teil von Steinheid wurde Limbach am 1. Dezember 2011 in die Stadt Neuhaus am Rennweg eingegliedert.